# Oxira perconflua
Oxira perconflua är en fjärilsart som beskrevs av Augustus Radcliffe Grote 1876. Oxira perconflua ingår i släktet Oxira och familjen nattflyn. Inga underarter finns listade i Catalogue of Life.